# Vari-Lite
Vari-Lite (ou Vari*Lite) est un système d'éclairage spécialement conçu pour les spectacles, concerts, télévision. C'est un des premiers systèmes de gestion de projecteurs automatisé utilisé à partir des années 1980, utilisé pour la première fois sur scène par le groupe Genesis. 
Vari-Lite est également le nom de la société qui commercialise le système.

## Historique
L'origine du système remonte aux années 1960, quand deux amis, Jack Calmes et Rusty Brutsché, jouant dans un groupe de blues au Texas, conçoivent un système de sonorisation.
Ils fondent en mars 1970 la société Showco (en) avec l'ingénieur Jack Maxson, et fournissent des systèmes pour les concerts de la région. En 1980, un des ingénieurs de Showco, Jim Bornhorst, recherchant des méthodes d'amélioration de l'éclairage, réalise l'intérêt de l'utilisation de filtres dichroïques et la possibilité de motoriser les projecteurs; un prototype est proposé en décembre 1980, après 12 semaines de travail. Il est présenté aux membres du groupe Genesis dans leur studio The Farm et le manager Tony Smith (qui a suggéré le nom du système: « Vari-Lite ») décide d'investir dans le système et de l'utiliser lors de la tournée Abacab. Le premier concert a lieu le 27 septembre 1981 à Barcelone dans une arène de corrida, et le succès  a été immédiat dans la profession. 
Le système Vari-Lite a fait encore plus sensation lors de la tournée 1983, ou le nombre d'unités utilisées a été de 180, soit trois fois plus que lors de la précédente tournée. Deux effets sont particulièrement frappants d'après Rusty Brutsché: l'effet « panique » où tous les projecteurs balayent tous les rayons et changent de couleur de façon aléatoire, et l'effet de convergence où les 180 projecteurs se tournent simultanément vers un point unique. 
1981 est l'année ou est fondée la société Vari-Lite, basée à Dallas au Texas, qui remporte un trophée Emmy pour la meilleure réalisation technique en 1991.
En France, Michel Sardou est le premier à utiliser ce système d'éclairages, sous la houlette de Jacques Rouveyrollis, lors du Palais des Congrès de 1981. Plus tard, il est également le premier à utiliser le MAC Viper[Quoi ?] lors de sa tournée de 2011-2012, avec, cette fois encore, Jacques Rouveyrollis à la conception des lumières. 
Depuis le système a été régulièrement perfectionné, et a été utilisé lors de nombreuses tournées, comme celles de Led Zeppelin, Pink Floyd ou Daniel Balavoine en 1984, puis Mylène Farmer lors de son Tour 89, ainsi que beaucoup d'autres.

## Description

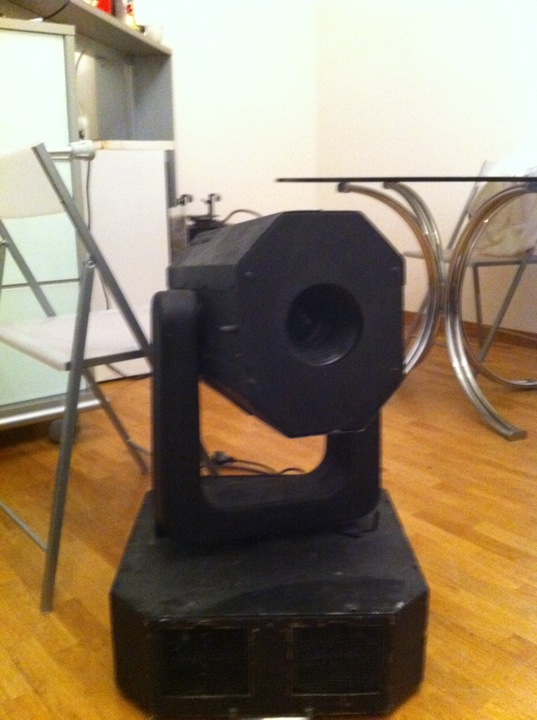
Projecteur Vari-Lite Vl2c
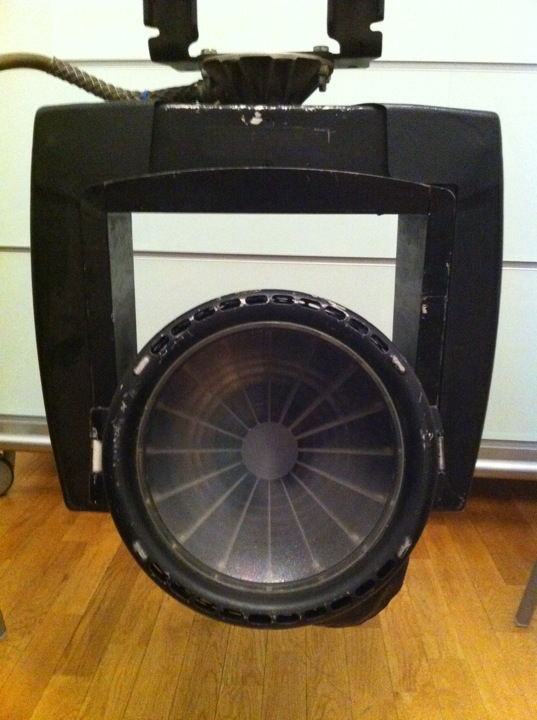
Projecteur Vari-Lite VL5I
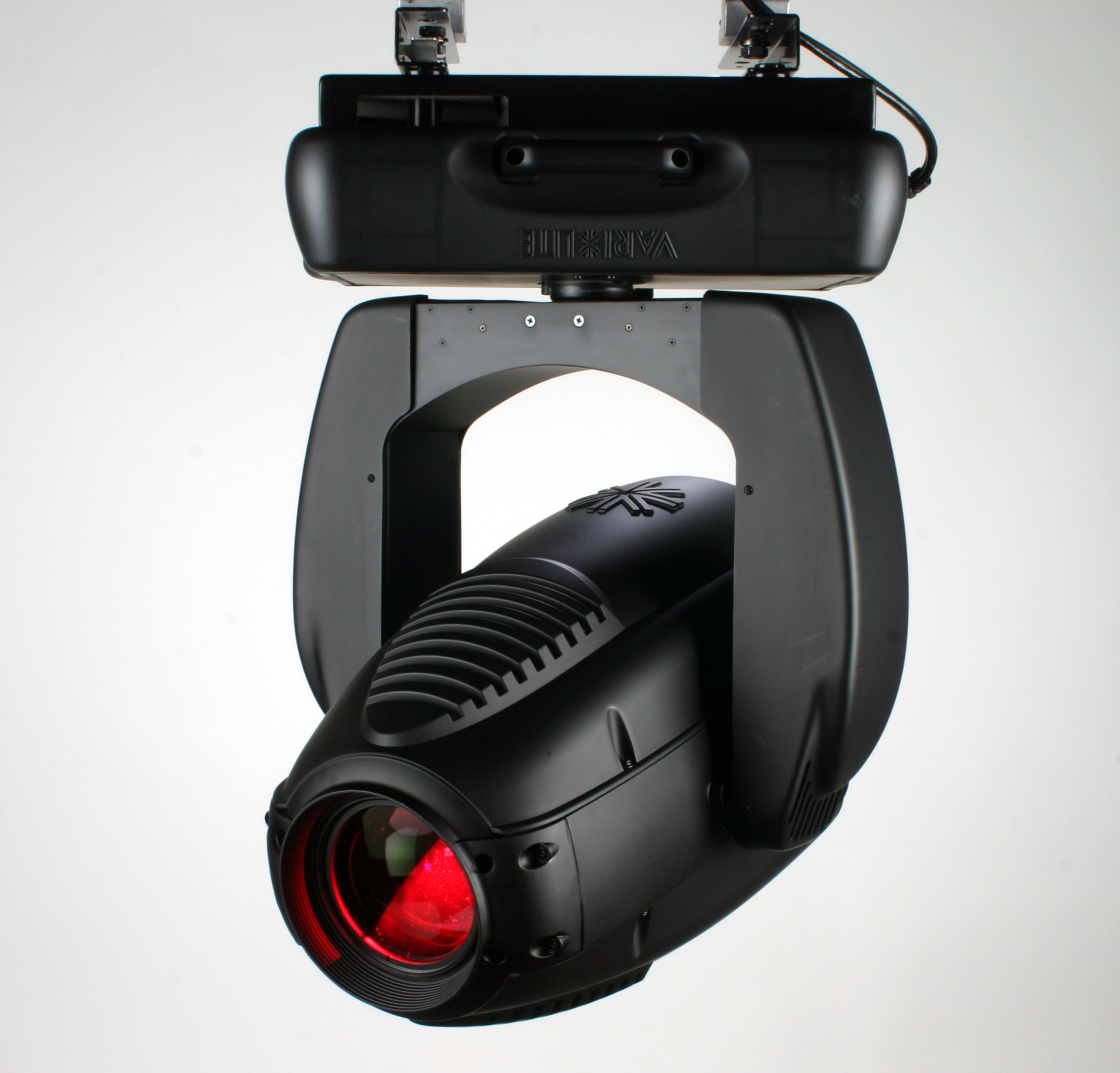
VL3500
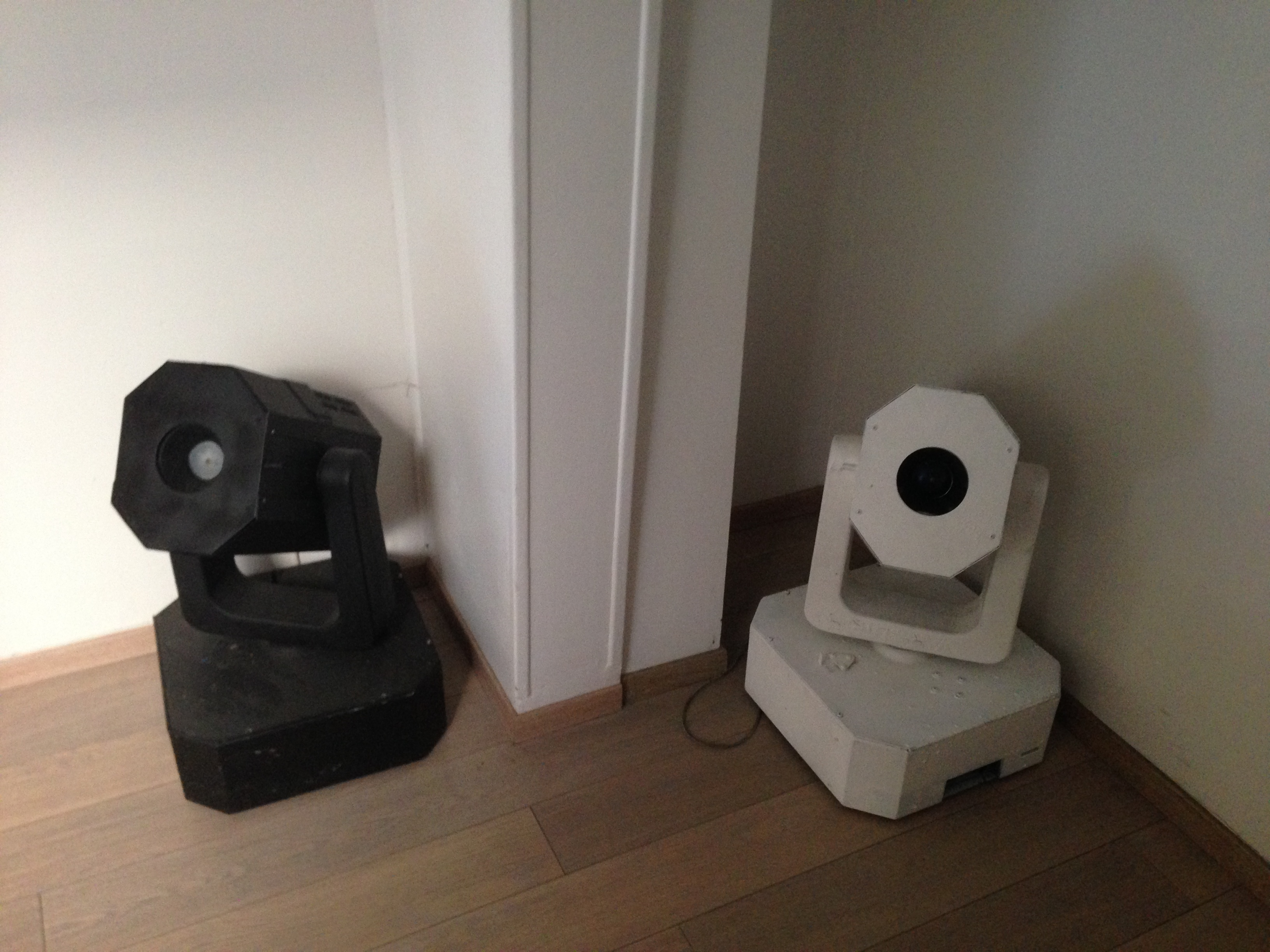
Vl2c varilite